# Hannes Salat

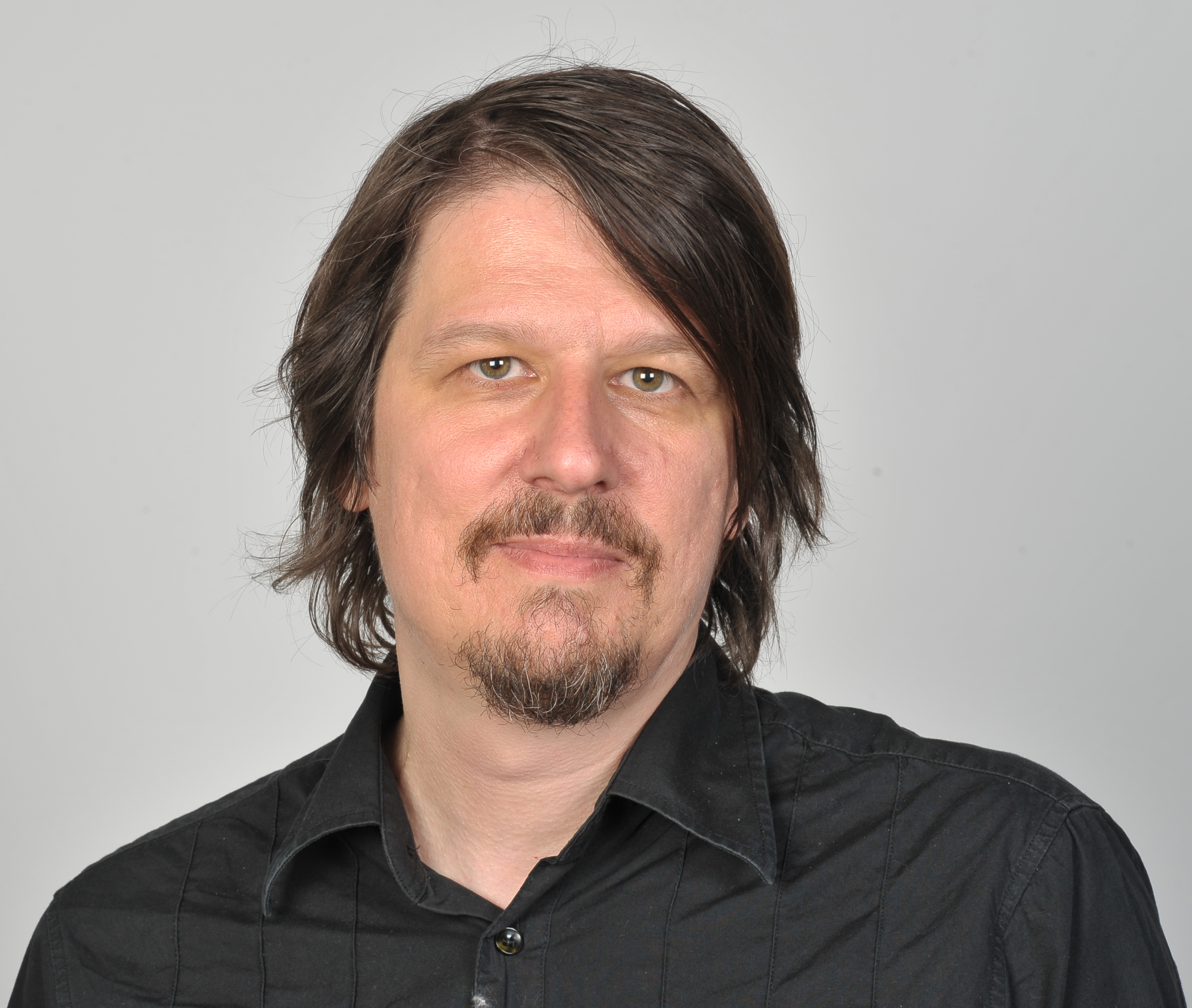
Hannes Salat (2016)

Hannes Salat (* 1969 in Wien; eigentlich Johannes Salat) ist ein österreichischer Szenenbildner.

## Leben
Hannes Salat besuchte die Modeschule Hetzendorf, die er 1990 abschloss. Er spezialisierte sich auf Lederbearbeitung und Handtaschen und war zunächst als Designer tätig. Von ihm stammen die Entwürfe selbsthergestellter Leuchtobjekte und er sorgte für die visuelle Gestaltung verschiedener Veranstaltungen. Zum Film kam Salat als Quereinsteiger. Sein erster Film war Kino im Kopf (1996) von Regisseur Michael Glawogger, bei dem er als Szenenbild-Assistent arbeitete. In weiterer Folge wurde er oft als Außenrequisiteur beschäftigt. Seinen ersten Auftrag als Szenenbildner erhielt er für den Film Heller als der Mond (2000) von Regisseur Virgil Widrich. Salat bildete von 1998 bis 2006 eine Arbeitsgemeinschaft mit der Szenenbildnerin Alexandra Maringer. Neben seiner Tätigkeit als Szenenbildner für zahlreiche Kino- und Fernsehproduktionen sowie in der Werbung arbeitete Hannes Salat auch als Bühnenbildner, etwa für die Jeunesse. Seit 2014 lehrt er Szenenbild an der Filmakademie Wien. Er arbeitete mit Michael Haneke, Wolfgang Murnberger und David Schalko zusammen. Der von ihm ausgestattete Film Quo Vadis, Aida? der bosnischen Regisseurin Jasmila Žbanić wurde für den Academy Award in der Kategorie Bester fremdsprachiger Film nominiert.
Salat ist Mitglied der Akademie des Österreichischen Films. Die Rolle des von Erol Nowak gespielten Polizisten Hannes Salat in der Fernsehserie Braunschlag ist nach ihm benannt.

## Filmografie
Szenenbild
- 2000: Heller als der Mond
- 2002: Blue Moon
- 2003: Kaltfront
- 2004: Die Heilerin
- 2005: Ainoa
- 2006: 8 × 45 (3 Folgen)
- 2007: Die 4 da (6 Folgen)
- 2007: Tatort: Tödliche Habgier
- 2007–2008: Dorfers Donnerstalk (13 Folgen)
- 2007–2008: SOKO Donau (9 Folgen)
- 2008: Die Heilerin 2
- 2009: Blutsfreundschaft
- 2010: Aufschneider
- 2010: Die Mutprobe
- 2011: Tatort: Ausgelöscht
- 2011: Wie man leben soll
- 2012: Braunschlag (8 Folgen)
- 2013–2014: CopStories (15 Folgen)
- 2014: Ich seh, Ich seh
- 2015: Altes Geld (8 Folgen)
- 2016: Stille Reserven
- 2018: Die letzte Party deines Lebens
- 2019: M – Eine Stadt sucht einen Mörder (Fernsehserie)
- 2019: Herzjagen
- 2020: Vier Saiten
- 2020: Quo Vadis, Aida?
- 2021: Risiken und Nebenwirkungen
- 2024: Kafka (Fernsehserie)

Außenrequisite
- 1998: Beastie Girl
- 1998: Suzie Washington
- 2000: Komm, süßer Tod
- 2000: Der Überfall
- 2001: Die Klavierspielerin
- 2001: Spiel im Morgengrauen
- 2004: Hurensohn
- 2004: Silentium

## Auszeichnungen

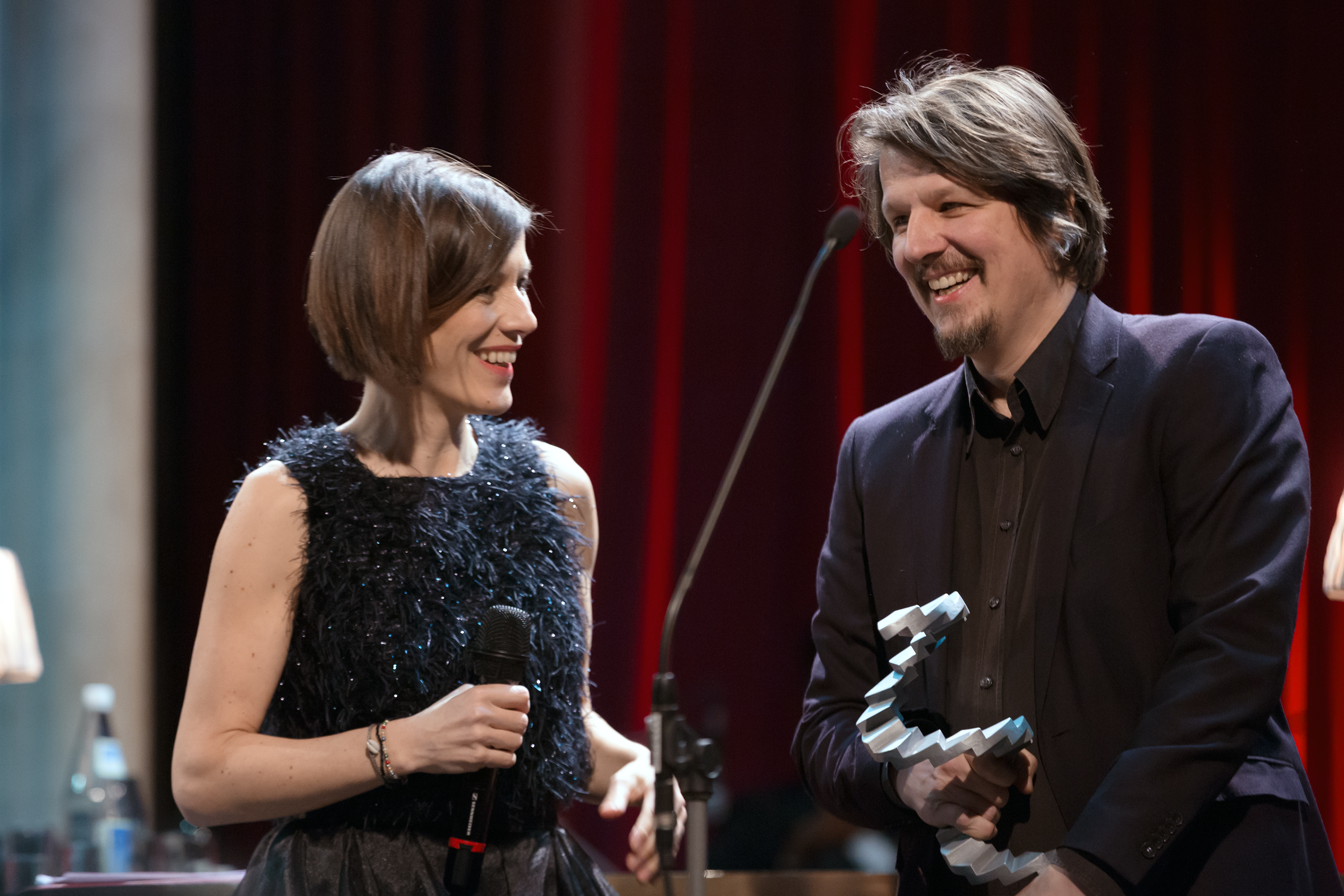
Hannes Salat mit Pia Hierzegger beim Österreichischen Filmpreis 2017

- Bestes Szenenbild – Österreichischer Filmpreis 2016 (für Ich seh, Ich seh; mit Hubert Klausner)[4]
- Bestes Szenenbild – Österreichischer Filmpreis 2017 (für Stille Reserven)
- Bestes Szenenbild – Österreichischer Filmpreis 2021 (für Quo Vadis, Aida?)[7]